# Davoser Disputation

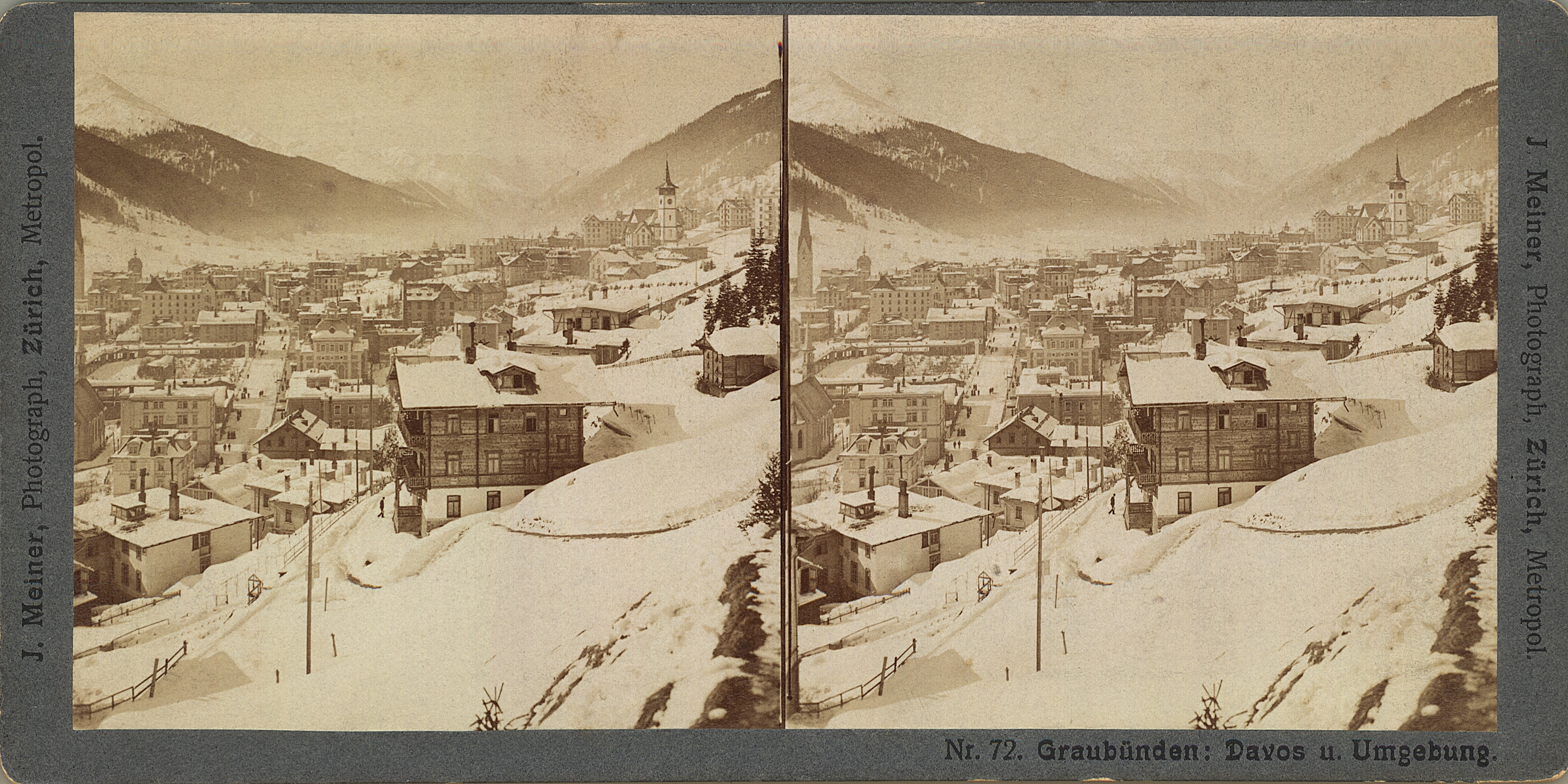
Stereogramm von Davos, um 1900, von Johannes Meiner

Die Davoser Disputation (auch: Streitgespräch von Davos, offizielle Bezeichnung: „Arbeitsgemeinschaft Cassirer – Heidegger“) ist ein in der modernen Philosophiegeschichte berühmter Dialog, den der Kulturphilosoph und Semiotiker Ernst Cassirer und der Seinsphilosoph und Hermeneutiker Martin Heidegger am 26. März 1929 anlässlich der II. Internationalen Davoser Hochschulkurse (vom 17. März bis 6. April) im Hotel Belvédère des Schweizer Luftkurortes austrugen. Auf dem Symposium stand formal die kantische Frage „Was ist der Mensch?“ zum Thema, doch bereits im Vorfeld zeichnete sich ab, dass nicht nur die Repräsentanten zweier Generationen, sondern auch zweier philosophischer Weltanschauungen aufeinandertreffen würden. Die Kontroverse gilt in der Rezeption oft als Nachklang der Tradition öffentlicher Debatten von Philosophen zur Zeit der Scholastik.
Zur enormen Resonanz, die bis zur Gegenwart in der Fachliteratur anhält, trugen neben der philosophischen Gegensätzlichkeit des Disputs auch die besonderen zeitgeschichtlichen und gesellschaftspolitischen Aspekte bei, wie rückblickend zudem der Umstand, dass sich mit Cassirer und Heidegger an dem mondänen Schauplatz des fünf Jahre zuvor publizierten Romans Der Zauberberg in der letzten Phase vor der Weltwirtschaftskrise und dem Ende der Goldenen Zwanziger Jahre ein bald aus NS-Deutschland fliehender Jude und ein künftiges Mitglied der NSDAP gegenüberstanden.
In diesem Artikel wird die in der Heidegger-Gesamtausgabe publizierte Version des Disputs zugrunde gelegt, die der Cassirer-Nachlassausgabe wird ergänzend hinzugefügt. In einem Fall wird auf die von G. Schneeberger publizierte Fassung verwiesen.

## Vorgeschichte

### Internationale Davoser Hochschulkurse
Nach der deutschen Niederlage im Ersten Weltkrieg und den Restriktionen, die deutschen Wissenschaftlern auf internationaler Bühne auferlegt worden waren, entstand die Idee, deutsche und französische Forscher auf dem neutralen Boden der Schweiz „im Geiste von Locarno“ zusammenzuführen: Jean Cavaillès sprach daher von einem „Locarno der Intelligenz“. Zuvor hatte es schon den Gedanken gegeben, den vielen studentischen Patienten im Luftkurort ein universitäres Angebot zu schaffen, worauf Albert Einstein, der Festredner der ersten Hochschulkurse, 1928 in seinem Vortrag hinwies: „Und doch ist mäßig geistige Arbeit der Gesundung im Allgemeinen nicht abträglich, ja sogar indirekt nützlich (…). In dieser Erkenntnis wurden die Hochschulkurse ins Leben gerufen, welche nicht nur beruflich vorbilden sondern überhaupt zu geistiger Betätigung anregen sollen.“ Gesundheit, Bildung und Völkerverständigung war das kombinierte Anliegen der Hochschultage, und Einstein bekräftigte dabei den frühen Geist einer europäischen Gemeinschaft: „Lasset uns auch nicht vergessen, dass dies Unternehmen in hervorragendem Maße dazu angetan ist, Beziehungen zwischen Menschen verschiedener Nationen herzustellen, die der Erstarkung eines europäischen Gemeinschafts-Gefühls günstig sind.“
Während dieser ersten Hochschulkurse von 1928 kam es am Rande zu einer lebhaften Diskussion zwischen den Theologen Erich Przywara und Paul Tillich zum „Verständnis des Gnadenbegriffs“, an der sich auch andere Forscher beteiligten. „Charakter und Dynamik dieser Diskussion galten als Impuls für die Idee, im folgenden Jahr Heidegger und Cassirer miteinander diskutieren zu lassen.“

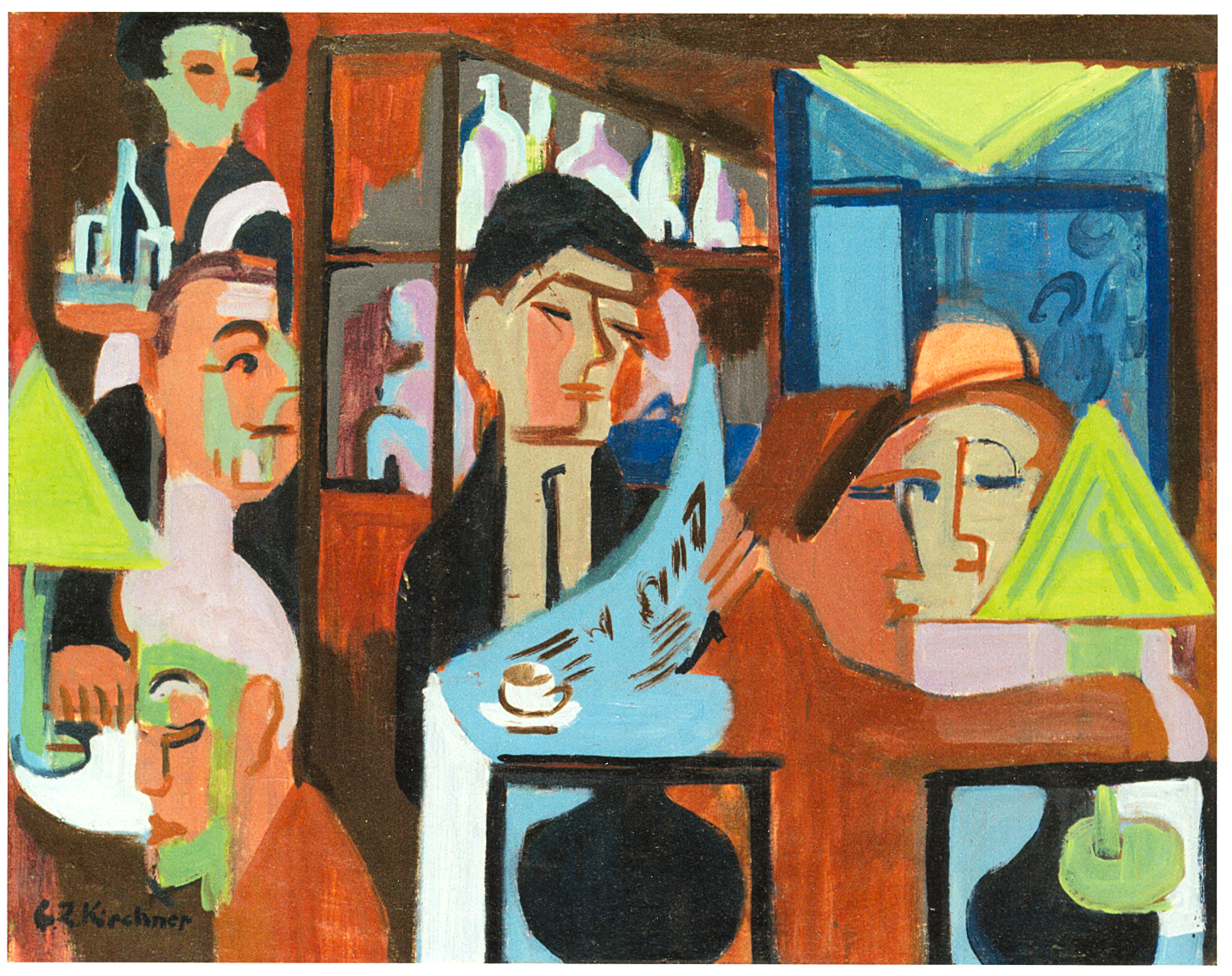
Davoser Café 1928, aus Sicht des Expressionisten Ernst Ludwig Kirchner

## Davos 1929

### Die geladene Gesellschaft von 1929
Wie schon die Hochschultage von 1928, so waren auch die im Jahr darauf mit hochkarätigen Wissenschaftlern besetzt, zudem mit Studenten, die teils Koryphäen ihres Fachs werden sollten. Unter den rund hundert geladenen Teilnehmern waren Deutsche, Franzosen, Italiener und Schweizer unterschiedlicher Disziplinen: Zu den Dozenten zählten, neben Heidegger und Cassirer, der Philosophieprofessor der Sorbonne Léon Brunschvicg, der Zürcher Philologieprofessor Ernst Howald, der Philosoph und Rektor der Universität von Basel Karl Joël, der aus Pisa kommende Sprachphilosoph Armando Carlini, der zu Benedetto Croce und dem italienischen Idealismus referierte, der Frankfurter Philologieprofessor Karl Reinhardt und der niederländische Philologe und Sprachphilosoph Hendrik Pos. Unter den Studenten waren der Soziologe Norbert Elias, die Philosophen Herbert Marcuse, Rudolf Carnap, Maurice de Gandillac und Joachim Ritter, letzterer lichtete die Begegnung von Cassirer und Heidegger ab und gehörte zu den Protokollanten. Emmanuel Levinas und Otto Friedrich Bollnow karikierten die Disputanten in der Abschlussrevue. Neben Ritter und Bollnow fertigten auch die Heidegger-Schüler Hermann Mörchen und Helene Weiss Nachschriften von Teilen des Disputs an. Aus Bern war der Philosoph Arthur Stein angereist, der zu Beginn der Debatte an Heidegger einleitende Fragen stellte.

### Die Lesungen vor dem Disput
In den Tagen vom 17. März bis zur Debatte am 26. hielten Cassirer und Heidegger Vorlesungen in Davos, die für die folgende Auseinandersetzung zwischen beiden den thematischen Hintergrund bildeten, auf den unverzüglich Bezug genommen wurde.
Heideggers Davoser Kant-Vorlesungen
Heideggers drei Davoser Vorträge sollten „die These erweisen: Kants Kritik der reinen Vernunft ist eine, bzw. die erste, ausdrückliche Grundlegung der Metaphysik.“ Mit diesem provozierenden Tenor stellte sich der junge Dozent entschieden gegen „die traditionelle Interpretation des Neukantianismus“, denn die KrV „ist keine Theorie der naturwissenschaftlichen Erkenntnis – überhaupt keine Erkenntnistheorie.“ Die drei Vorträge lagen den ersten drei Kapiteln des noch 1929 publizierten Buchs Kant und das Problem der Metaphysik zugrunde, das Heidegger nach Davos um ein viertes Kapitel erweiterte. Gemeinsam mit der Synopsis der Davoser Vorträge lassen sich Heideggers dortige Vorlesungen so zumindest inhaltlich weitgehend rekonstruieren.
Cassirers Heidegger-Vorlesungen
Eine Woche vor der Disputation, am 19. März 1929, hielt Cassirer die „Heidegger-Vorlesungen“, in denen er sich mit dem „Raumproblem, Sprachproblem und Todesproblem“ bei Heidegger befasste. Cassirers Davoser Vorlesungen wurden, wie auch die Disputation, von den Studenten Hermann Mörchen und Helene Weiss jeweils in Form einer Synopsis notiert und erst 2014 in der Nachlassausgabe publiziert. Zunächst behandelte Cassirer den Raum als Heideggers „pragmatischen Raum“, bezog sich aber schon bald auf den Biologen Jakob Johann von Uexküll – wie Cassirer Professor in Hamburg – und erörterte den Raum als „Raumbewußtsein“, schließlich mit den in seiner Philosophie der symbolischen Formen getroffenen Unterscheidungen in „Ausdrucks-Raum, Darstellungs-Raum, Bedeutungs-Raum“, wobei Heidegger nicht mehr erwähnt wurde. In Cassirers Heidegger-Vorlesungen zeichnete sich also schon die unterschiedliche Verwendung der Begrifflichkeiten ab, die etwa das letzte Viertel der Disputation in der Woche darauf bestimmen sollte.
Im Fall des „Sprachproblems“ erkennt Cassirer zunächst einen zentralen Gedanken aus Sein und Zeit an und zitiert ihn – „Damit Erkennen als betrachtendes Bestimmen des Vorhandenen möglich sei, bedarf es vorgängig einer Defizienz des besorgenden Zu-tun-habens mit der Welt“ – doch dieses „Sichenthalten“ des zweckgerichteten Denkens, das gemäß Heidegger zum Modus des „Nur-noch verweilen-bei“ leite, des bloßen „Vernehmens des Vorhandenen“, das zwar als „terminus a quo, als Ansatzpunkt“ anzuerkennen sei, kritisiert Cassirer als unvollständig: „fehlt nicht die Blickrichtung auf den terminus ad quem?“ Deutlicher: „lässt sich bei diesem Anfang stehen bleiben? – oder ist nicht (…) der Schritt vom ›Zuhandenen‹ zum ›Vorhandenen‹ das eigentliche Problem.“ Der Übergang zur Möglichkeit der Gegenstandskonstitution bleibe bei Heidegger ungeklärt, wobei Cassirer die Sprache meint: „Wir fragen somit: welches ist das Medium, das von der Welt des bloss Zuhandenen zu der des Vorhandenen, von der bloßen „Zeughaftigkeit“ zur echten „Gegenständlichkeit“ herüberführt? Und als das allgemeine Medium bezeichnen wir hierbei die Welt der symbolischen Formen. Aber wir können hier nicht auf die Gesamtheit dieser Formen reflektieren – sondern wir greifen aus ihr nur e i n e wesentliche u[nd] entscheidende heraus: wir betrachten die Welt der Sprache.“
Auch nach Cassirers umfangreicher Erörterung des Todesproblems bei Heidegger ist das Fazit das gleiche: „Heidegger hat gezeigt, wie diese Befindl[ichkeit] der Angst zum Zentralpunkt des Daseins wird. Aber wieder ist damit nur der Ausgangspunkt, der terminus a quo, nicht der terminus ad quem bezeichnet. Nicht die Angst vor dem Tode als solche, sondern die Überwindung dieser Angst (…) ist es, was für das Dasein des Menschen charakteristisch ist.“ In der Disputation wird Heidegger das Argument aufnehmen und gerade umgekehrt darstellen, als Cassirers Schwäche bezüglich des terminus a quo (s. u.: „Heidegger: Das Unübersetzbare der Geworfenheit“).

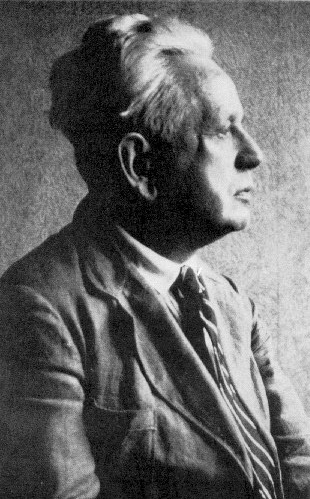
In Davos galt Cassirer als der arrivierte Repräsentant einer bürgerlich-städtischen Kulturphilosophie

### Disputanten zweierlei Welten
In der noch eisigen alpinen Höhe von Davos erkrankte der Stadtbürger Cassirer nach dem ersten seiner Vorträge an grippalem Infekt und musste mit hohem Fieber einige Tage lang das Bett hüten. Heidegger dagegen, der sich gerne als Naturbursche gab, unternahm ausgedehnte Skitouren und war meist auch im Skidress zu sehen. So stellten die Disputanten schon kurz nach der Ankunft gelebte Gegensätze dar.
Die Gegensätzlichkeit der beiden erstreckte sich aber auf eine Reihe von Aspekten und wurde vielfach hervorgehoben: Cassirer und Heidegger waren Repräsentanten des gelehrten Konformismus und des rebellischen Aufbruchs, des Traditionalismus und der Forderung nach Destruktion, auch solche zweier Generationen, was optisch dadurch verstärkt wurde, dass der 54-jährige Cassirer schon schlohweißes Haar hatte und der fünfzehn Jahre jüngere Heidegger etwas schmächtig war und linkisch wirkte, wie sein Schüler Hans-Georg Gadamer (der nicht in Davos war) berichtet: „Diese Konfrontation war natürlich vom äußeren Spektakel her gesehen grotesk. Dieser Weltmann und dieser Bauernbub. Heidegger linkisch, schüchtern und dann, wie alle schüchternen Menschen, ein bißchen massiv. Wenn sie sich dann durchsetzen müssen, dann übertreiben sie es gleich. Cassirer hat sicherlich sehr leise Kritik geübt. Und ich kann mir denken, daß Heidegger wie Jupiter selber gedonnert hat.“
Die Kontraste auf diversen Ebenen setzten sich fort: „Cassirer war Jude, aus reichem Haus, Heidegger Katholik, aus bescheidenen Verhältnissen; Cassirer kam aus dem Norden, Heidegger aus dem Süden des Landes. Cassirers Name war durch die vielen bekannten Berliner Cassirers mit der Großstadt assoziiert, während Heidegger nicht nur vom Lande kam, sondern das Leben in der Großstadt ablehnte“ (John Michael Krois). „Auf der einen Seite eine Persönlichkeit, die ein Teilnehmer als ‚olympisch‘ abgeklärt bezeichnet, Erbe einer kosmopolitischen Bildung städtisch-bürgerlicher Herkunft, den Umgang mit Menschen gewöhnt und dialektisch geschult, auf der anderen der Provinzler, noch jung und schon berühmt, aber ängstlich, verbohrt und angespannt, den Frau Cassirer mit einem Bauernsohn vergleicht, den man mit Gewalt ins Innere eines Schlosses geschafft habe“ (Pierre Aubenque).
Die profunden Vorträge, die Cassirer in Davos über Heidegger hielt und auch das erste Treffen beider, das gut fünf Jahre zuvor in Hamburg stattgefunden hatte und von Heidegger in einer ausführlichen Anmerkung von Sein und Zeit erwähnt wird, sprechen aber dafür, dass sowohl das in der Rezeptionsgeschichte der Disputation gelegentlich erwähnte Gerücht, Cassirer habe Heidegger unterschätzt, als auch eine vorherige Gegnerschaft beider eher nachträgliche Deutungen sind, durch Quellen nicht gerechtfertigt. Anlässlich der „Interpretation des primitiven Daseins“ erwähnte Heidegger in Sein und Zeit den zweiten Band von Cassirers Philosophie der symbolischen Formen und fragte, ob es nicht eines „ursprünglicheren Ansatzes“ als den transzendentalen Gedanken Kants brauche, um das mythische Denken zu ergründen, und während einer „Aussprache, die der Verf. gelegentlich eines Vortrages in der Hamburgischen Ortsgruppe der Kantgesellschaft im Dezember 1923 über ‚Aufgaben und Wege der phänomenologischen Forschung‘ mit C. pflegen konnte, zeigte sich schon die Übereinstimmung in der Forderung einer existenzialen Analytik.“
Es ist auch zu erwähnen, dass Heidegger Cassirer in Davos am Krankenbett besuchte und „ihm diejenigen seiner Vorlesungen, an denen Cassirer nicht teilnehmen konnte, mitteilte, wie es für die bevorstehende Diskussion zweckmäßig war.“

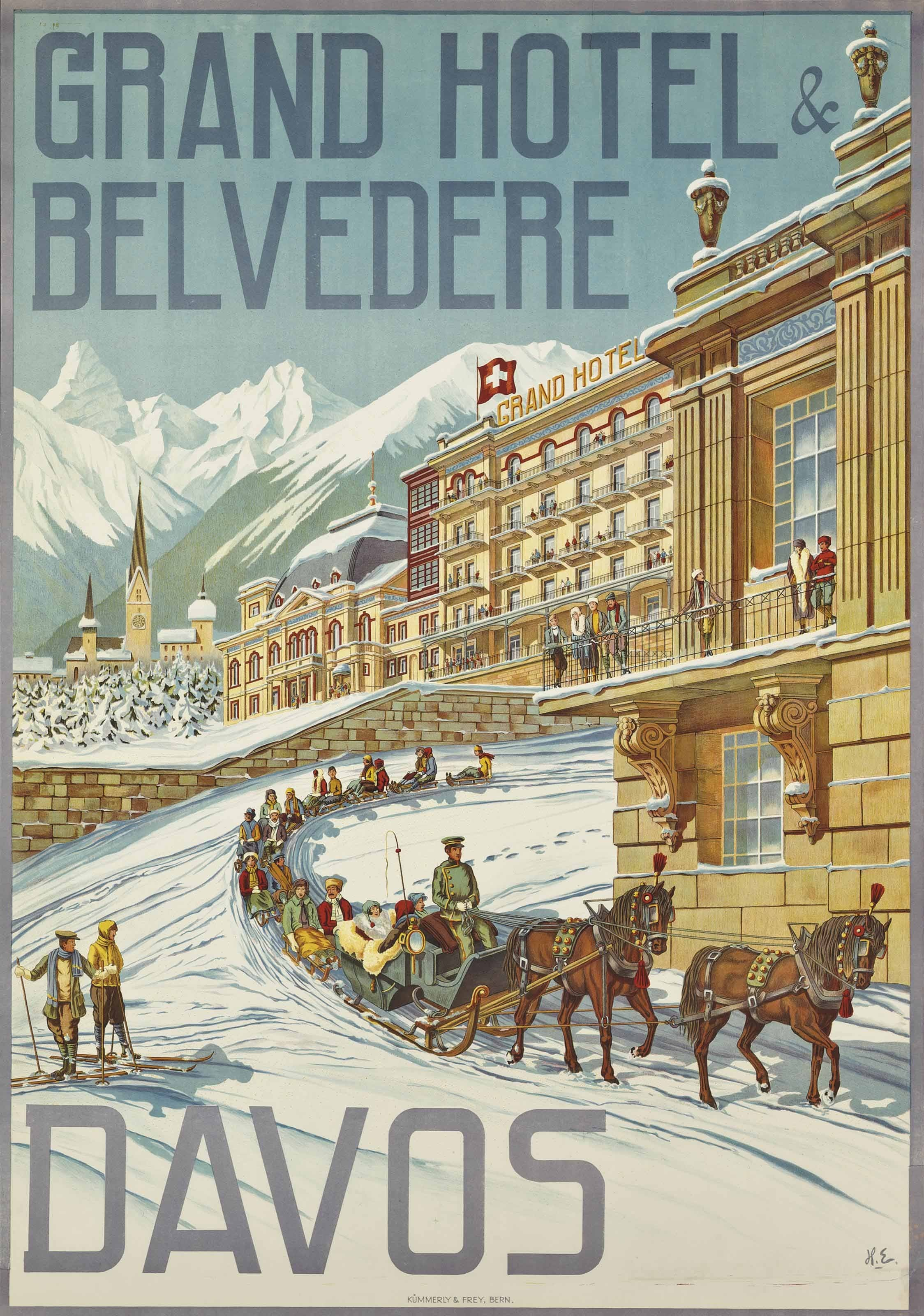
Das Hotel Belvédère, in dem die Disputation stattfand. Poster von Hans Eggimann, 1905

## Symposium

### Diskutierende, Protokollanten, Dokumentationen
Die Disputation zwischen Cassirer und Heidegger fand zwischen 10 und 12 Uhr vormittags statt und wurde von dem niederländischen Sprachphilosophen Hendrik Pos, einem der Dozenten, moderiert. Die Studenten und späteren Philosophie-Professoren Joachim Ritter, als Cassirers Assistent in Davos, und Otto Bollnow fertigten die Protokolle an, die nicht durchweg wörtliche Mitschriften sind. Zu der von Heideggerianern und Cassirer-Anhängern geführten Debatte um die Verlässlichkeit der Protokolle heißt es beim Cassirer-Biographen Thomas Meyer zunächst: „Eine Kurzfassung des Protokolls wurde jedoch gleich an Ort und Stelle aus der stenographischen Mitschrift angefertigt. Es existieren davon mehrere Exemplare, unter anderem mit Heideggers Unterschrift.“ Diese Kurzfassungen kursierten zunächst nur privat, eine wurde 1960 von Guido Schneeberger veröffentlicht. Das komplette Protokoll erschien erst 1973 im Band 3 der Heidegger-Gesamtausgabe.
Im umfangreich edierten Band 17 der Cassirer-Nachlassausgabe sind dagegen „die auf eine überarbeitete Nachschrift“ der genannten Protokolle von Bollnow und Ritter zurückgehenden „Aufzeichnungen von Mörchen und Weiss mit der ausführlicheren Fassung“ abgedruckt. In den Versionen der Heidegger-Gesamtausgabe und des von Guido Schneeberger 1960 veröffentlichten gekürzten Protokolls „sind die Fragen Steins und die Antworten Heideggers nicht überliefert.“ Die in der Cassirer-Ausgabe fehlende Identifizierung Steins („nicht ermittelt“) wurde von Thomas Meyer nachgeholt: „Der aus Bern angereiste Arthur Stein (1888–1978) war als Nachfolger seines Vaters Ludwig Stein kurzzeitig Herausgeber des 'Archivs für Geschichte der Philosophie'.“
In der Version von Bollnow und Ritter und der bei Schneeberger abgedruckten Fassung werden im Verlauf der Diskussion „drei Fragen an Cassirer“ gerichtet, die bei Schneeberger mit dem Zusatz „(stud. phil. S)“ versehen sind und von einem nicht namentlich zu ermittelnden Philosophiestudenten gestellt worden waren.
Außer den beiden Disputanten sind also noch drei weitere Personen dokumentiert, die mit Redebeiträgen in die Diskussion eingegriffen haben. Der von Schneeberger überlieferte Wortwechsel zwischen Heidegger und einem Kriegsveteranen (s. u.) ist in den stenographischen Mitschriften, Protokollen und Nachschriften nicht enthalten.

### Thema
Schon im ersten Redebeitrag zeigte sich durch Cassirers sofortige Bezugnahme auf Heideggers Kant-Vorlesungen der Tage zuvor, dass sich der Dialog von der Frage „Was ist der Mensch?“ abheben und auf die speziellere Thematik konzentrieren würde, die durch die Kant-Deutung seines Gesprächspartners bestimmt war. Die rund 200 Zuhörer in dem voll besetzten Konversationssaal des Grand Hotel Belvédère wurden somit schließlich Zeugen der Auseinandersetzung um die von Heidegger ins Zentrum gerückte Endlichkeit des Daseins und der Möglichkeit, sie zu überwinden.

### Eröffnung
In den Protokollen von Bollnow/Ritter und Weiss/Mörchen gehört die Eröffnung der Disputation zu den deutlich voneinander abweichenden Versionen. Im Folgenden werden beide Fassungen skizziert, mit der von Bollnow und Ritter beginnend. Dabei schließen sich die Fassungen nicht unbedingt aus, sondern können sich ergänzen.
Version 1
Aufgrund von Heideggers dem Neukantianismus gegenüber kritischen Vorlesungen eröffnete Cassirer den Disput mit einer Frage zum Verständnis dieses Begriffes, zog in Zweifel, dass es überhaupt Neukantianer gebe und setzte hinzu: „Wer ist der Gegner, an den Heidegger sich gewandt hat?“ Offenbar emotional, wies er zwar zurück, dass es überhaupt einen Sinn habe, vom Neukantianismus zu sprechen – der bloß der „Sündenbock“ der neueren Philosophie sei, wobei der „existierende Neukantianer“ fehle – nannte dann aber Heidegger nicht ganz folgerichtig selbst einen Neukantianer.
Version 2
Es standen vier Punkte zur Debatte: Heideggers Kant-Interpretation und Cassirers Kritik an „der Rolle“ der Räumlichkeit, der Sprache und des Todes bei Heidegger. Im Anschluss daran stellte Cassirer an Heidegger die Frage: „was ist Neukantianismus?“
Fragen von Arthur Stein
Während bei Bollnow/Ritter (in der Heidegger-Gesamtausgabe) die Fragen von Arthur Stein fehlen, werden sie von Weiss und Mörchen (in der Cassirer-Nachlassausgabe) inhaltlich weitgehend übereinstimmend überliefert. Demnach stellte Stein einige Fragen zu Heideggers Kant-Deutungen, nämlich zur „Einbildungskraft als Wurzel von Anschauung und Verstand“ und zu den diesbezüglichen Unterschieden gegenüber der 2. Auflage der Kritik der reinen Vernunft, in der „parallel mit dem Zurücktreten der Einbildungskraft ein Hervortreten des praktischeren Pathos“ festzustellen sei.

### Heideggers erste Replik
Die Eröffnung gab Heidegger die Gelegenheit, den Neukantianismus ganz in seinem Sinn zu definieren und ihn als bloße Erkenntnislehre der Naturwissenschaften zu kritisieren, die weder Metaphysik noch Ontologie sei. Um Cassirers pauschalen Zweifel an der Berechtigung des Begriffes des Neukantianismus und die rhetorische Frage nach dem „Gegner“ zu entkräften, zählte Heidegger zunächst die Namen der Gründer der neukantianischen Schulen auf, neben Hermann Cohen und Wilhelm Windelband auch seinen ehemaligen Lehrer Heinrich Rickert, um dann seine Sicht der kantischen Philosophie gegen diese Lehren zu setzen, insbesondere der Marburger Schule, aus der Cassirer kam: „Ich verstehe unter Neukantianismus die Auffassung der Kritik der reinen Vernunft, die den Teil der reinen Vernunft, der bis zur transzendentalen Dialektik führt, erklärt als Theorie der Erkenntnis mit Bezug auf die Naturwissenschaft.“ Dagegen aber wandte er nun ein: „Kant wollte keine Theorie der Naturwissenschaft geben, sondern wollte die Problematik der Metaphysik zeigen, und zwar der Ontologie.“

### Möglichkeit der Transzendenz: Cassirer zu „Endlichkeit und Schematismus“
In seiner Replik gab Cassirer zunächst ein Treuebekenntnis zu Cohen ab, schränkte dann aber ein, dass er die „Stellung der mathematischen Naturwissenschaft“ zwar anerkannt habe, sie aber „nur als ein Paradigma“, nicht „als das Ganze des Problems“ stehen könne und weitete diese Feststellung, offenbar mit Blick auf den Primat der Logik, auf Paul Natorp aus. An dieser Stelle bemüht er sich jedoch erstmals darum, den Dialog weniger kontrovers und eher als konstruktives Miteinander zu gestalten, indem er, erneut und unausgesprochen auf Heideggers Vorlesungen gerichtet, sich auf eine Übereinstimmung „zwischen uns“ bezieht, nämlich, „daß die produktive Einbildungskraft auch mir in der Tat für Kant zentrale Bedeutung zu haben scheint“, da man das Phänomen der symbolischen Formen nicht lösen könne, „ohne es auf das Vermögen der produktiven Einbildungskraft zurückzuführen.“
Freiheit und mundus intelligibilis
Doch wie sehr Cassirers Einlassung von dem „Monismus der Einbildungskraft“ der heideggerschen Kant-Deutung und der ihr inhärenten Endlichkeit des Menschen vorbestimmt war, erschließt sich durch seine dann abrupt gestellte Frage nach dem „Freiheitsproblem“ bei Kant, die offenkundig einzig dazu gedacht sein konnte, jenem Postulat der Endlichkeit entgegengesetzt zu werden. Bei dem Freiheitsproblem, so Cassirer in Davos, „handelt es sich um den Übergang zum mundus intelligibilis. Das gilt fürs Ethische, und im Ethischen wird ein Punkt erreicht, der nicht mehr relativ ist auf die Endlichkeit des erkennenden Wesens, sondern da wird nun ein Absolutes gesetzt. (…) Und das knüpft an Heideggers Ausführungen an. Die außerordentliche Bedeutung des Schematismus kann man nicht überschätzen. An diesem Punkt sind die größten Mißverständnisse in der Interpretation Kants unterlaufen. Aber im Ethischen verbietet er den Schematismus. Denn er sagt: Unsere Freiheitsbegriffe usw. sind Einsichten (nicht Erkenntnisse), die sich nicht mehr schematisieren lassen. Es gibt einen Schematismus der theoretischen Erkenntnis, aber nicht der praktischen Vernunft.“
Damit zielte Cassirer auf den Kern der heideggerschen Kant-Vorlesungen. Wenn in Davos bei ihm auch die Neigung zur „mirandolinischen Toleranz“ überwogen haben mag, so fällt der Einwurf doch mit dem zusammen, was er 1931 in einer Kritik des Kantbuches von Heidegger in schärfere Worte fasste, den Schematismus als zeitbestimmte Regel der Einbildungskraft betreffend. Das Unternehmen, das Dasein allein von der Zeitlichkeit her zu denken, erforderte, nur das Schematisierbare bei Kant gelten zu lassen: „Indem Heidegger alle ‚Vermögen‘ der Erkenntnis auf die ‚transzendentale Einbildungskraft‘ zu beziehen, ja auf sie zurückzuführen versucht, bleibt ihm damit nur eine einzige Bezugsebene, die Ebene des zeitlichen Daseins zurück. Der Unterschied zwischen ‚Phänomena‘ und ‚Noumena‘ verwischt und nivelliert sich: denn alles Sein gehört nunmehr der Dimension der Zeit, und damit der Endlichkeit, an. Damit aber ist einer der Grundpfeiler beseitigt, auf dem Kants gesamtes Gedankengebäude beruht, und ohne den es zusammenstürzen muß. Kant vertritt nirgends einen derartigen ‚Monismus‘ der Einbildungskraft, sondern er beharrt auf einem entschlossenen und radikalen Dualismus, auf dem Dualismus der sinnlichen und der intelligiblen Welt. Denn sein Problem ist nicht das Problem von ‚Sein‘ und ‚Zeit‘, sondern das Problem von ‚Sein‘ und ‚Sollen‘, von ‚Erfahrung‘ und ‚Idee‘.“
In diesem Sinn schließt sich in Davos Cassirers Frage an, wie es möglich sei, dass der durch die Bedingungen a prori begrenzte Mensch „ewige Wahrheiten“ in der Mathematik und auf dem Gebiet der Ethik hervorbringe und ob diese Transzendenz über die Grenzen hinaus nicht eben von Heidegger in Abrede gestellt werde, der Erkenntnis, Vernunft und Wahrheit vielmehr „relativ auf das Dasein“ sehe, so dass ein „endliches Wesen (…) überhaupt solche Wahrheiten nicht besitzen“ kann: „Will Heidegger auf diese ganze Objektivität, auf diese Form der Absolutheit, die Kant im Ethischen, Theoretischen und in der Kritik der Urteilskraft vertreten hat, verzichten? Will er sich ganz zurückziehen auf das endliche Wesen, oder, wenn nicht, wo ist für ihn der Durchbruch zu dieser Sphäre? Ich frage das, weil ich es wirklich nicht weiß.“

### Heidegger zur Einheit von Sein und Nichts
Heideggers sieben Seiten umfassende Antwort konzentrierte sich auf diesen Begriff der Transzendenz als die Möglichkeit des Überstiegs in eine intelligible Welt, die er gar nicht bestritt: „Daß etwas vorliegt im Gesetz, das über die Sinnlichkeit hinausgeht, ist nicht zu leugnen.“ Doch in der ontologischen Frage nach der Endlichkeit oder Unendlichkeit des Daseins, sei auch diese Möglichkeit der Transzendenz nur wieder ein weiterer „Index der Endlichkeit“, was Heidegger daraufhin anhand der kantischen Ethik, der Zeitlichkeit und der seinsphilosophischen Existenzialie der Angst erörterte.
Endlichkeit der Ethik
Cassirers Einwand, dass die „Endlichkeit transzendent wird in den ethischen Schriften“ ließ Heidegger zunächst gelten, indem er bestätigte: „Im kategorischen Imperativ liegt etwas, was über das endliche Wesen hinausgeht“, doch er nahm dieses Zugeständnis gleich wieder zurück: „Aber gerade der Begriff des Imperativs als solcher zeigt den Bezug auf ein endliches Wesen. Auch dieses Hinausgehen zu einem Höheren ist immer nur ein Hinausgehen zu endlichen Wesen, zu Geschaffenem (Engel). Auch diese Transzendenz bleibt noch innerhalb der Geschöpflichkeit und Endlichkeit.“ Um das und gleichsam auch die „Endlichkeit der Ethik“ zu belegen, verwies Heidegger auf Kants Wort der „Selbsthalterin der Vernunft“, die „rein auf sich selbst gestellt ist und sich nicht flüchten kann in ein Ewiges, Absolutes, sich aber auch nicht flüchten kann in die Welt der Dinge.“ Mit dieser kantischen Formulierung ließ sich dann folgern, dass das Wesen des Sollens ein solches „Dazwischen“ sei.
Transzendenz der Zeitlichkeit
An dem zweiten der cassirerschen Argumente für Freiheit und Transzendenz, den „ewigen Wahrheiten“ der Mathematik, konnte sein junger Herausforderer die der „Philosophiegelehrsamkeit“ entgegengehaltene „Frömmigkeit des Denkens“ zelebrieren, durch das Fragen den Zweifel an solchen Gewissheiten wach zu halten: „Ich stelle die Gegenfrage: Was heißt denn hier eigentlich ewig?“ Der zunächst allzu gewöhnlich erscheinenden Skepsis der Möglichkeit der Definition einer endlosen Zeit setzte Heidegger jedoch sofort die erkenntnistheoretischen und ontologischen Fragen hinzu: „Woher wissen wir denn von dieser Ewigkeit? Ist diese Ewigkeit nicht nur die Beständigkeit im Sinne des αει der Zeit? Ist diese Ewigkeit nicht nur das, was möglich ist auf dem Grund einer inneren Transzendenz der Zeit selbst?“ Damit war es dem Verfasser von Sein und Zeit gelungen, sich bequem auf das Gebiet seines damaligen Hauptwerkes zurückziehen zu können und die Konzeption des „Horizontes der ganzen Zeitlichkeit“ zu wiederholen. Die auf die Ewigkeit bezogenen Titel der transzendentalen Metaphysik seien „nur möglich dadurch, dass im Wesen der Zeit eine innere Transzendenz liegt (…), daß die Zeit selbst in sich horizontalen Charakter hat“. Demnach sei es notwendig, „die Zeitlichkeit des Daseins herauszustellen“.
Angst vor dem Nichts
Das Dasein von der Zeitlichkeit her zu denken, fällt für Heidegger zunächst mit der „Analyse des Todes“ zusammen, und diese „hat die Funktion, in einer Richtung die radikale Zukünftigkeit des Daseins herauszustellen, nicht aber, eine letzte und metaphysische These im Ganzen über das Wesen des Todes“. Entsprechend dazu sei sie eine „Analyse der Angst“ mit dem Ziel, „die Frage vorzubereiten: Auf Grund welchen metaphysischen Sinnes des Daseins selbst ist es möglich, daß der Mensch überhaupt vor so etwas gestellt werden kann wie das Nichts?“ Die Idee des Nichts sei in der Angst mit begründet, und nur in der „Einheit des Verstehens von Sein und Nichts“ sei zu erhellen, dass der Mensch auch nach dem Warum fragen müsse. Gleichwohl räumt Heidegger an dieser Stelle ein, dass „wenn man gewissermaßen diese Analytik des Daseins in ‚Sein und Zeit‘ (…) nimmt und dann die Frage stellt, wie (…) das Verständnis der Gestaltung der Kultur (…) möglich sein soll (…), es eine absolute Unmöglichkeit ist (…), etwas zu sagen“. Da aber die Zeitlichkeit und die durch sie begründete Endlichkeit erst die Analyse des Daseins ermöglichen, habe dagegen Cassirers Ansatz einer „Kulturphilosophie“ – dadurch auch die Möglichkeit der intelligiblen Welt durch die Vermittlung der symbolischen Formen – gleichwohl erst eine metaphysische Funktion, wenn sie „von vornherein und nicht nachträglich in der Metaphysik des Daseins selbst als Grundgeschehen sichtbar wird.“

### Zäsur: Drei Fragen an Cassirer
Heideggers Replik mit der offenen Frage der Möglichkeit der intelligiblen Welt, die aus einer Einheit des Verstehens von Sein und Nichts entspringen müsste, wird im Protokoll abrupt durch drei vom Text abgesetzte Fragen eines nicht zu ermittelnden Philosophiestudenten unterbrochen. Die drei Fragen waren, wie im Protokoll explizit vermerkt, nur an Cassirer gerichtet und wurden auch nur von ihm beantwortet.

„Frage des Schülers in Davos] Die Fragen eines stud. phil. S. (nicht ermittelt) an Cassirer (…). Die Autorschaft dieser Fragen ist nur in der an die Teilnehmer verteilten Fassung des Diskussionsprotokolls (…) überliefert (abgedruckt in Guido Schneeberger […] S. 21)“

Der unbekannte Student fragte nach dem Zugang zur Unendlichkeit, der Bestimmung der Unendlichkeit im Vergleich zur Endlichkeit und der Aufgabe der Philosophie in Bezug auf die Angst.
Cassirers IdealismusUnendlichkeit durch Form
Bis dahin hatte Cassirer kaum Gelegenheit gehabt, seine philosophische Arbeit einzubringen – der „Symbolbegriff“ war von ihm nur einmal im Kontext der kantischen Einbildungskraft erwähnt worden. Die Frage an Cassirer, welcher „Weg der Mensch in die Unendlichkeit“ habe, konnte da kaum anders verstanden werden, denn als eine Aufforderung, die symbolische Tätigkeit des Menschen, also „die Funktion der Form“, als Thema im Disput zu verstärken, und der Professor aus Hamburg referierte denn auch routiniert, dass „der Mensch, indem er sein Dasein in Form verwandelt (…) aus der Endlichkeit erwächst“, denn obgleich er „nicht den Sprung (…) von seiner eigenen Endlichkeit in eine realistische Unendlichkeit“ machen könne, sei doch die Metabasis möglich, „die ihn von der Unmittelbarkeit seiner Existenz hineinführt in die Region der reinen Form. Und seine Unendlichkeit besitzt er lediglich in dieser Form.“
CassirerPhilosophie gegen „die Angst des Irdischen“
Nach einer kurzen, akademischen Antwort zur Bestimmung der Unendlichkeit als einem eigenständigen und nicht bloß privativen Begriff, schien die Frage nach der Aufgabe der Philosophie dazu geeignet, das Innere des cassirerschen Ideals eines Humanismus der Freiheit durch die reine Form anzusprechen und geradezu „eine Art Bekenntnis“ dazu abzugeben: „Die Philosophie hat den Menschen so weit frei werden zu lassen, so weit er nur frei werden kann. (…) Ich möchte, daß der Sinn, das Ziel in der Tat die Befreiung in diesem Sinne ist: 'Werft die Angst des Irdischen von euch!'“ Mit dieser Proklamation der „Stellung des Idealismus“, in der die Philosophie den Menschen „in gewissem Sinne radikal von der Angst als bloßer Befindlichkeit“ befreie, positionierte sich Cassirer aber offensichtlich in einem akkuraten Gegensatz zur Daseinsphilosophie der Sorge und der Angst, der auch bald darauf explizit wurde.

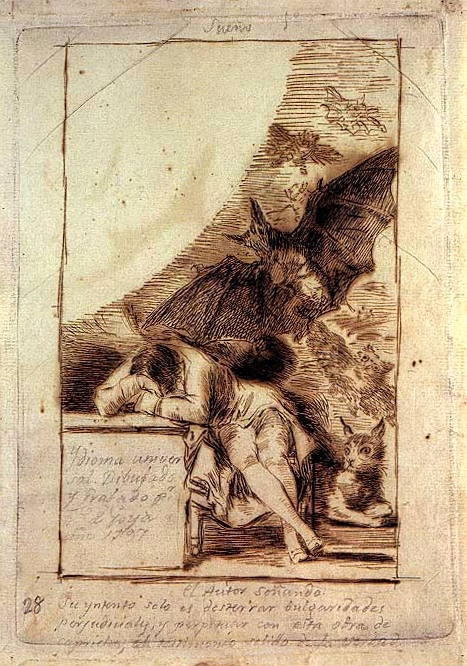
De Goyas Der Schlaf der Vernunft gebiert Ungeheuer (Studie), zeitgenössisch als Phantasie der Abwesenheit der Vernunft gedeutet, die Ungeheuer hervorbringt, findet einen philosophischen Ausdruck im Disput um den einst sicheren Boden des Logos, der zum Abgrund wurde, und die symbolischen Formen der Vernunft als Weg in die Freiheit

### Grenzen der Verständigung
Intermezzo von Hendrik Pos
Soweit die Protokolle darin zutreffend sind, griff Hendrik Pos als der Moderator des Dialogs nur einmal in die Debatte ein: als Sprachwissenschaftler zweifelte er daran, dass die Verwendung derselben Termini „sich in die Sprache des anderen übersetzen lassen“, zeigte sich aber davon überzeugt, dass es darum gehe, „in diesen zwei Sprachen etwas Gemeinsames herauszuholen“, was, wie sich später herausstellte, von Heidegger nicht ganz geteilt wurde. Als Beispiele nannte Pos nun Heideggers Begriffe: „Das Dasein, das Sein, das Ontische“. Dann „die Ausdrücke Cassirers: Das Funktionale im Geist und die Umwandlung des ursprünglichen Raumes in einen anderen“, womit offenkundig die Metabasis zur intelligiblen Welt durch symbolische Formen gemeint war. Pos: „Würde sich finden, daß es von beiden Seiten für diese Terrmini keine Übersetzung gibt, dann wären es die Termini, in denen der Geist der Cassirerschen und der Heideggerschen Philosophie sich unterscheidet.“
Heideggerdas Unübersetzbare der Geworfenheit
Zunächst griff Heidegger auf das vorherige Thema zurück, diesmal, indem er Cassirers philosophischen Gedanken als nachherig im Vergleich zu seinem eigenen ontologischen Ansatz beschrieb: „Der terminus a quo bei Cassirer ist vollkommen problematisch. Meine Position ist umgekehrt: Der terminus a quo ist meine zentrale Problematik, die ich entwickle.“ Die Ursprünge blieben bei Cassirer also uneindeutig, während sich Heideggers Philosophie gerade diesen widme, wobei die Möglichkeit der Entwicklung bis zu den symbolischen Formen bei ihm aber schwierig sei: „Die Frage ist: Ist der terminus ad quem bei mir so klar?“ Wieder auf Kant referierend, dessen kritischer Gedanke Kant selbst dazu gedrängt habe, „den eigentlichen Boden zu einem Abgrund zu machen“, erklärte Heidegger seinen Begriff des Daseins nun als einen solchen ohne den sicheren Boden des Logos, als einen der „Geworfenheit“, weshalb es nötig sei, im „Grundcharakter des Philosophierens“ den Sinn zu sehen und „frei zu werden für die Endlichkeit des Daseins“, um „hineinzukommen in den Widerstreit, der im Wesen der Freiheit liegt.“ Demzufolge sei der Begriff des Daseins bei ihm unvereinbar mit jenem Cassirers, er ließe sich „mit einem Begriff Cassirers“ nicht einmal übersetzen. Das Dasein sei nicht bloß Bewusstsein, sondern betreffe den „Menschen, der gewissermaßen in einem Leib gefesselt ist und in der Gefesseltheit in den Leib in einer eigenen Gebundenheit mit dem Seienden steht (…), in dem Sinne, daß das Dasein, inmitten des Seienden geworfen, als freies einen Einbruch in das Seiende vollzieht, der immer geschichtlich und in einem letzten Sinn zufällig ist.“
HeideggerDie Nichtigkeit des Daseins
Der Definition des Daseins, heute als „existenzialistisches Pathos“ beschrieben, und der Behauptung, dass sie für Cassirers Begriffe unübersetzbar sei, fügte Heidegger hinzu, er habe diese Unterschiede „mit Absicht herausgehoben“, denn: „Der sachlichen Arbeit ist es nicht dienlich, wenn wir zu einer Nivellierung kommen.“ Entsprechend wies er zurück, dass die kantische Frage, was der Mensch sei, mit einer Anthropologie zu beantworten sei. Vielmehr habe sie nur darin Sinn, dass die Philosophie „den Menschen über sich selbst hinaus und in das Ganze des Seienden zurückzuführen hat, um ihm bei all seiner Freiheit die Nichtigkeit seines Daseins offenbar zu machen (…) und daß die Philosophie die Aufgabe hat, aus dem faulen Aspekt eines Menschen, der bloß die Werke des Geistes benutzt, gewissermaßen den Menschen zurückzuwerfen in die Härte seines Schicksals.“

### Finale
CassirerBrücke der Vermittlung
Trotz Heideggers wiederholter Hinweise darauf, dass die Verständigung in der Debatte weder möglich noch wünschenswert sei, unternahm Cassirer in seinem letzten Redebeitrag noch einmal den Versuch, die Möglichkeit des gemeinsamen Denkens als den tieferen Sinn der Disputation herauszustellen. Zwar pflichtete er bei, auch er sei „gegen eine Nivellierung“, doch es sei anzustreben, dass „jeder, indem er auf seinem Standpunkt bleibt, dabei doch nicht nur sich selbst, sondern auch den anderen sieht“, wozu sich Cassirer auf die „Idee der philosophischen Erkenntnis“ berief, „die auch Heidegger anerkennen wird.“ Da aber in dieser Position, in der „schon klarer geworden“ sei, „worin der Gegensatz besteht“, durch „bloße logische Argumente wenig auszurichten“ sei, sollten beide Disputanten „gerade in dem Gegensatz wieder nach dem gemeinsamen Zentrum suchen. Denn wir haben dieses Zentrum, und zwar darum, weil es eine gemeinsame objektive menschliche Welt gibt, in der die Differenz der Individuen nun zwar keineswegs aufgehoben ist, aber mit der Bedingung, daß hier nun die Brücke von Individuum zu Individuum geschlagen ist.“
Den Appell, gemeinsam die „Einheit über der Unendlichkeit der verschiedenen Sprechweisen“, mithin den „objektiven Geist“ als den „gemeinsamen Boden“ zu betrachten, der durch Kommunikation erreichbar sei, kleidet Cassirer schließlich in metaphorische Worte: „Vom Dasein aus spinnt sich der Faden, der durch das Medium eines solchen objektiven Geistes uns wieder mit anderem Dasein verknüpft. (…) Es gibt dieses Faktum. Gäbe es das nicht, dann wüßte ich nicht, wie es so etwas geben könnte, wie ein Sichverstehen.“ Nach einem etwas unvermittelten Exkurs zu dem gegenstandskonstituierenden Charakter der Kritik der reinen Vernunft, nennt Cassirer als Resümee seines Gedankens die Frage „nach der Möglichkeit des Faktums der Sprache“, wobei er erneut den Begriff des Daseins ganz in seinem Sinn verwendet, als Synonym für „Individuum“: „Wie kommt es, wie ist das denkbar, daß wir uns von Dasein zu Dasein in diesem Medium verständigen können?“ Erst wenn diese Frage gestellt sei, könne ein Zugang zu Heideggers Seinsfrage gegeben sein.
HeideggerWille zum Dissens
Die Absage an die „Brücke von Individuum zu Individuum“ geriet zur Kernaussage der Schlussbemerkung von Heidegger: „Das bloße Vermitteln wird nie produktiv weiterbringen.“ Denn da die Philosophie „auf das Ganze und Höchste des Menschen geht, muß sich in der Philosophie die Endlichkeit in einer ganz radikalen Weise zeigen.“ Nach dieser Zurückweisung des wiederholt geäußerten cassirerschen Angebots wandte sich Heidegger erstmals an die Zuhörer im Konversationssaal des Belvédère: „Und ich möchte Sie darauf hinweisen, daß, was Sie hier in einem kleinen Ausmaß sehen, der Unterschied der philosophierenden Menschen in der Einheit der Problematik, daß das im Großen sich noch ganz anders ausdrückt“, wobei es das Wesentliche „in der Auseinandersetzung mit der Geschichte der Philosophie“ sei, „sich freizumachen vom Unterschied der Positionen und Standpunkte.“

## Epilog
In Recollections of Ernst Cassirer von 1958 berichtet Hendrik Pos, Heidegger habe Cassirer nach der Disputation den Handschlag verweigert, was allerdings von keinem der zahlreichen Zuschauer bestätigt und auch von Cassirer nie behauptet worden war. Da es – nach Hamburg und Davos – noch eine dritte Begegnung der beiden Philosophen gab, anlässlich eines Besuches von Cassirer in Freiburg im Jahr 1932, bei der Heidegger seinem Gegenüber „sehr aufgeschlossen und direkt freundschaftlich“ erschien, ist die Bemerkung von Pos jedoch sehr zweifelhaft.
Ein zweiter möglicher Vorfall der Debatte, dessen historische Faktizität umstritten ist, wurde von dem Heidegger-Kritiker Guido Schneeberger überliefert: „Im Verlauf der Diskussionen sei ein von schweren Nervenschäden, die er als Soldat im Weltkrieg erlitten habe, gekennzeichneter Mann aufgestanden und habe erklärt, die Philosophie habe im 20. Jahrhundert nur noch eine Aufgabe: den Krieg zu verhindern. Worauf Heidegger spöttisch-verächtlich erwidert habe, dieses Zeitalter könne man eben nur mit Härte bestehen. Er selbst sei jedenfalls gesund aus dem Krieg zurückgekehrt.“
Die Protokolle von Mörchen und Weiss enthalten am Schluss die Rubrik „Abends:“, doch in dem einen folgt ein waagerechter Strich über die ganze Seite, das andere bricht ab. Allerdings ist in der Frankfurter Zeitung vom 22. April 1929 von dem „Zwiegespräch“ die Rede, „das am Abend zu Ende geführt wurde“. Ein unmittelbares Zeugnis dieser Fortsetzung oder gar ihres Inhaltes ist aber nicht vorhanden.
Heidegger schrieb etwa einen Monat nach Davos an R. Bultmann, dass für ihn „nichts dabei herausgekommen“, sei: „Allerdings ist die Erfahrung wertvoll zu sehen, wie leicht sich auch Leute von der Art Cassirers die Auseinandersetzung machen.“ Er habe aber mit dem Kurator der Frankfurter Universität „einige schöne Hochtouren gemacht“ und „überhaupt war das Leben da oben nur in dieser Form auszuhalten.“ An Elisabeth Blochman schrieb er kurz nach der Rückkehr aus Davos, die dortige Disputation sei „äußerst vornehm und fast zu verbindlich“ geführt worden, „was verhinderte, den Problemen die nötige Schärfe der Formulierung zu geben.“
Cassirer dagegen dankte Heidegger nach Abschluss aller Vorträge „für die Bereicherung, die ich aus der sachlichen Auseinandersetzung (…) gewonnen habe“. Am Tag nach dem Disput schloss er sich den Studenten zu einem Ausflug nach Sils-Maria an, um das Nietzsche-Haus zu besichtigen, während Heidegger für sich blieb.

## Satirischer Schluss der Hochschulkurse
Am Ende der Hochschultage, über eine Woche nach der Disputation, wurden die Professoren, „nach dem Vorbild der satirischen Vorstellungen an der Ecole Normale Supérieure“, in einer Abschlussrevue von den Studenten karikiert. Die Satire bezog sich somit nicht nur auf die beiden Disputanten: „jeder kam an die Reihe. Keiner wurde verschont.“ Der Imitator von Brunschvicg hielt pazifistische Reden, trug ein blau-weiß-rotes Band um den Kopf und versicherte aber: „Mein Gehirn ist nicht trikolor!“ Heidegger wurde von Bollnow dargestellt, und Levinas „besaß damals eine üppige schwarze Haarpracht und man bestäubte seinen Kopf mit Puder“, so dass er als Cassirer zu erkennen war, und ihm rieselte der so dargestellte Kalk aus Haaren und Hosentaschen. Während Bollnow/Heidegger ausrief: „Interpretari heißt, eine Sache auf den Kopf stellen“, wiederholte Levinas/Cassirer: „Humboldt – Kultur. Humboldt – Kultur“ und: „Ich bin versöhnlich gestimmt!“ Offenbar war die Deutung bitterböse – die „angeborene Grauhaarigkeit aller bloßen Gelehrsamkeit, über die sich schon der jugendbewegte Friedrich Nietzsche beklagt hatte, schien den Jüngeren im Objekt ihres satirischen Angriffs verkörpert“, so B. Recki, Herausgeberin der Werke Cassirers. Für den ebenfalls jüdischen Emmanuel Levinas war die arglos dargebotene Satire rückblickend, also in Kenntnis der späteren Ereignisse, eine „schmerzliche Erinnerung“, geschürt dadurch, dass Toni Cassirer, die Ehefrau des Karikierten, es ihm in ihren Erinnerungen persönlich übel nahm, „dass er in Davos gezeigt hatte, wie sehr er Heidegger Cassirer vorzog, und dass er jene Rolle in einer sorglosen, unbekümmerten Aufführung gespielt hatte, die die aufziehenden Gefahren ignorierte.“

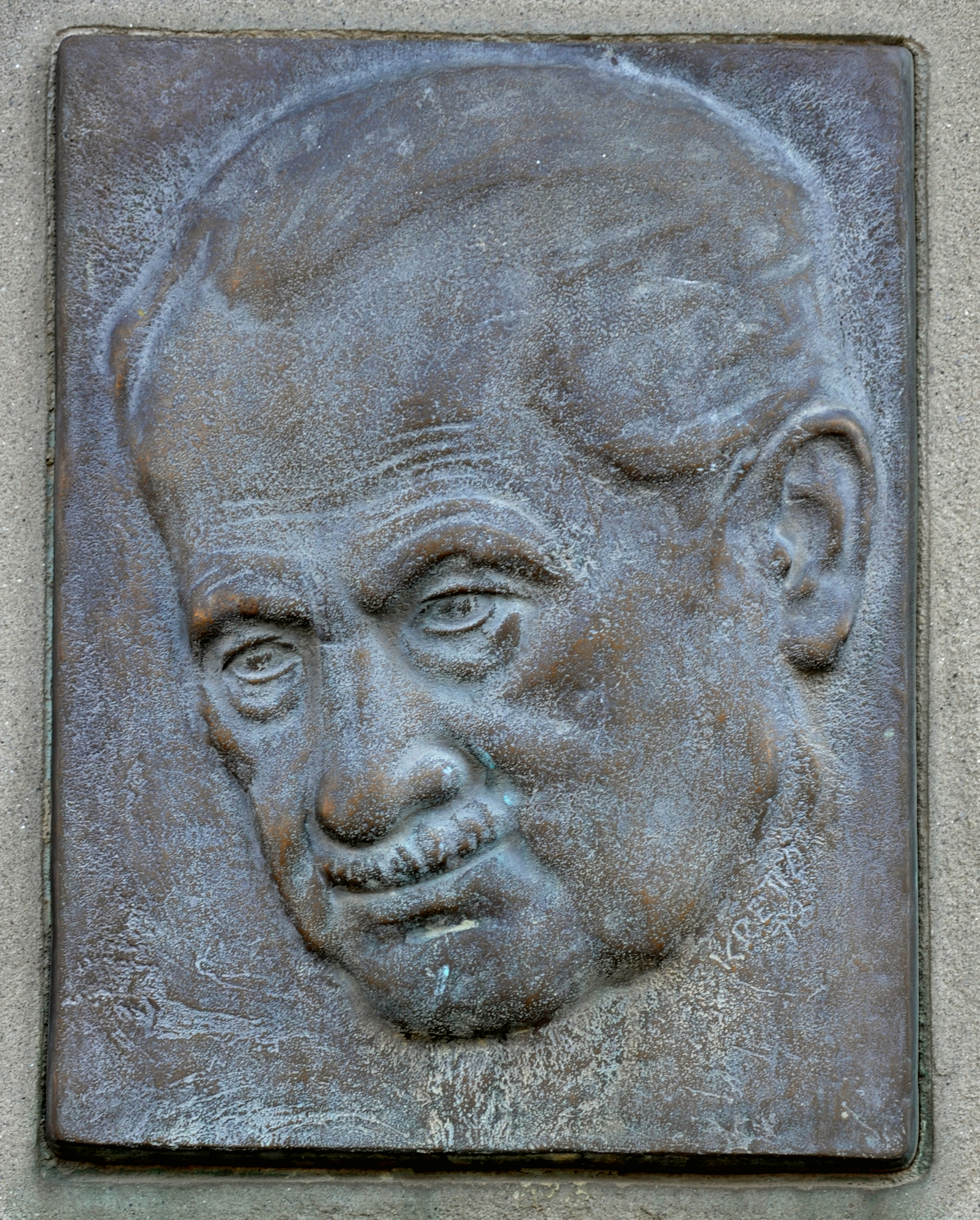
Erst in Heideggers Nachlass fand sich die Replik zu Cassirers Kritik des Kantbuches

## Disputation nach Davos
Gleich „unmittelbar nach Abschluss der zweiten Davoser Hochschulkurse“ machte sich Heidegger an die Arbeit, um seine dort gehaltenen Vorträge zu Kant als „eine auf einem fragwürdigen Umweg versuchte Einleitung in die noch weiter bestehende Fragwürdigkeit der in ‚Sein und Zeit‘ angesetzten Seinsfrage“ zu formulieren, mit dem Ergebnis der noch im selben Jahr erschienenen Publikation Kant und das Problem der Metaphysik, dem von Heidegger sogenannten Kantbuch. Dieses wurde zur Grundlage, um die in Davos geführte Disputation auf schriftlichem Weg fortzusetzen, wobei Cassirers Konzilianz in der Rezension des Buches verschwand: „Kant ist und bleibt - in dem erhabensten und schönsten Sinne dieses Wortes - ein Denker der Aufklärung: er strebt ins Lichte und Helle, auch wo er den tiefsten und verborgensten 'Gründen' des Seins nachsinnt. (…) Heideggers Philosophie steht dagegen von Anfang an gleichsam unter einem anderen Stilprinzip.“
Cassirer wendet ein, Heideggers Deutung einer „rezeptiven Spontaneität“, einer „sinnlichen Vernunft“, sei ein „hölzernes Eisen“, da das rezeptive bei Kant nur das Sinnliche, das Spontane aber die Produktivität der Vernunft sein könne. Heidegger spreche darum „nicht mehr als Kommentator sondern als Usurpator, der gleichsam mit Waffengewalt in das Kantische System einbricht, um es gleichsam zu unterwerfen und um es seiner Problematik dienstbar zu machen.“ In Kants Lehre bleibe Heidegger ein „Fremdling und ein Eindringling.“ Cassirer „verlangte eine restitutio in integram der Kantschen Philosophie (…). Die Rezension spricht eine für Cassirer ungewöhnliche Sprache, denn Heidegger machte in Cassirers Augen Dinge durch Entstellung strittig“.
Auf diese späte Attacke von Cassirer antwortete Heidegger nicht oder zumindest nicht öffentlich. Erst in seinem Nachlass fand sich, als Teil der „Einlagen des Handexemplars von der ersten Auflage des Kantbuches (…)“ auch ein Umschlag, der die handschriftliche Aufschrift trägt: „Odebrechts und Cassirers Kritik des Kantbuches. (…) Problem der Endlichkeit überhaupt.“ In dem Umschlag befanden sich Heideggers Reaktionen auf die beiden Kritiken in Form von Notizen, die erst 1990, lange nach seinem Tod, im Anhang des Kantbuches (GA 3) abgedruckt wurden. Dort heißt es: „Cassirer hängt am Buchstaben und übersieht gerade die Problematik des reinen Verstandes und der Logik.“ Und: „Nur so über die Endlichkeit philosophieren, weil es für den einen oder anderen vielleicht einmal in dem Moment eines Katzenjammers auftaucht, ist doch keine philosophische Motivierung. Es sieht so aus, als hätte Cassirer das zentrale Thema und doch ganz daran vorbei!“
Im ebenfalls posthum erschienenen The Myth of the State warf Cassirer wiederum Heidegger vor, auf zeitlose Wahrheiten zu verzichten: „Er gibt nicht zu, dass es irgendetwas wie eine ‚ewige’ Wahrheit, ein platonisches ‚Reich der Ideen’ oder eine streng logische Methode des philosophischen Denkens gebe. (…) Eine Geschichtsphilosophie, die in düsteren Prophezeiungen über den Niedergang und die unvermeidliche Zerstörung unserer Zivilisation besteht, und eine Theorie, die in der Geworfenheit des Menschen eines seiner hauptsächlichen Charaktermerkmale sieht, haben alle Hoffnungen auf einen aktiven Anteil am Aufbau und Wiederaufbau des Kulturlebens des Menschen aufgegeben. Eine solche Philosophie verzichtet auf ihre eigenen grundsätzlichen und ethischen Ideale.“ (MS, 383 f.)

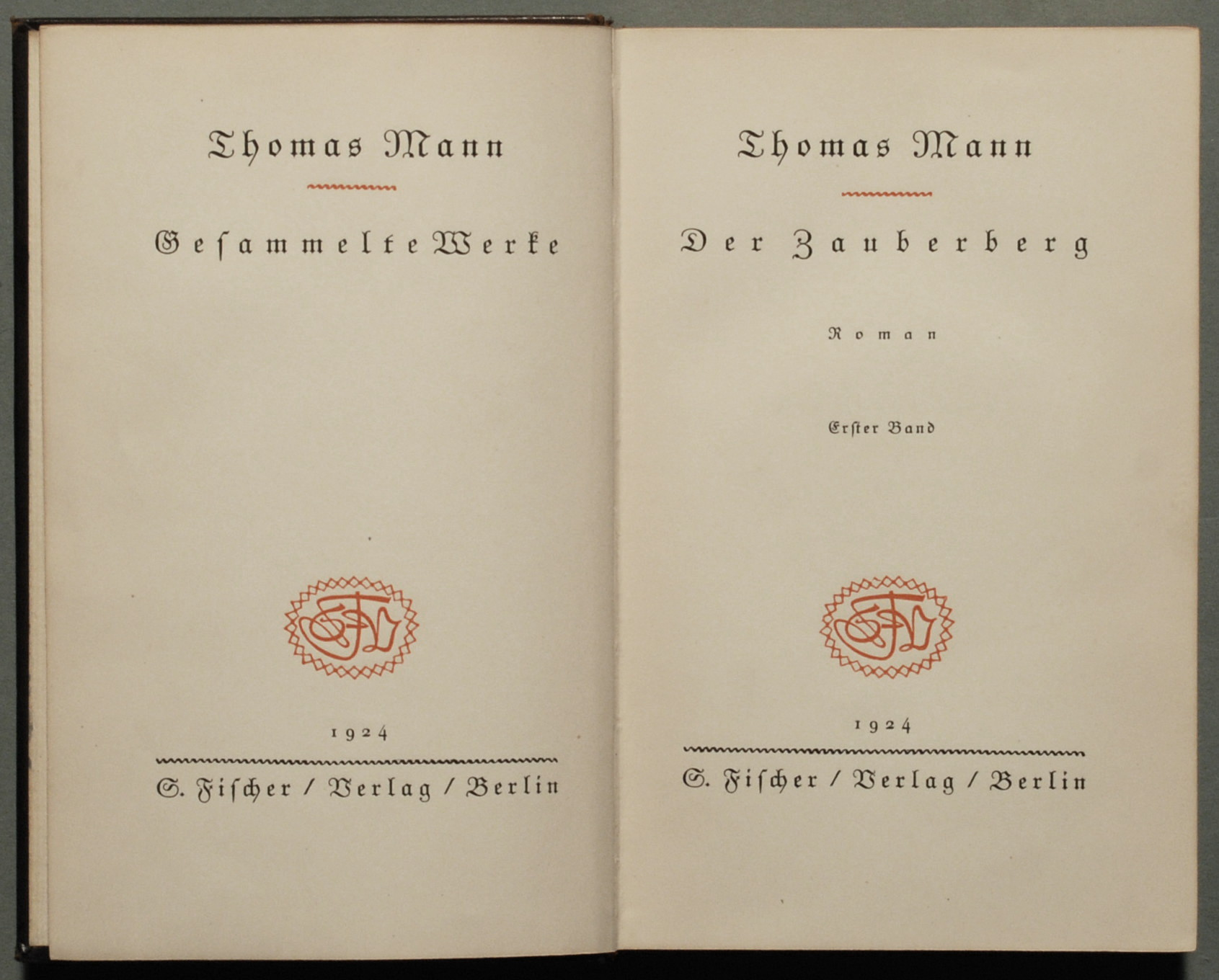
Der Erstdruck des Romans Der Zauberberg aus dem Jahr 1924

## Rezeption

### Erste Reaktionen
Presseberichte
In der Presse fand die Davoser Disputation ihren Niederschlag durch den Bericht des unter den Zuhörern gewesenen Kurt Riezler, durch Ernst Howalds Betrachtungen und Hermann Herrigels Zitate der Protokolle, die in einer Beilage der Frankfurter Zeitung erschienen und dem in Frankfurt lebenden Franz Rosenzweig den Anlass zum Aufsatz Vertauschte Fronten (s. u.) gaben. Riezler begründete wenige Tage nach der Disputation die naheliegende und noch von Rüdiger Safranski fortgesetzte Deutung des Dialogs als die Begegnung der Philosophen auf dem „Zauberberg“ (s. u.). Herrigel gab dagegen eine bis heute oft zitierte Beschreibung der beiden Disputanten: „Anstatt zwei Welten aufeinander prallen zu sehen, genoß man höchstens das Schauspiel, wie ein sehr netter Mensch und ein sehr heftiger Mensch, der sich auch furchtbare Mühe gab, nett zu sein, Monologe redeten. Trotzdem taten alle Zuhörer sehr ergriffen und beglückten sich gegenseitig dazu, dabei gewesen zu sein.“
Franz Rosenzweigs „Vertauschte Fronten“
In einer in Fachkreisen eben so berühmten wie umstrittenen Reaktion auf die Davoser Disputation – oder nur auf ihre Darstellung von Hermann Herrigel in der Beilage der Frankfurter Zeitung – sah der bereits todkranke Franz Rosenzweig in Heideggers Position eine Parallele zum Spätwerk Hermann Cohens, des Begründers des Neukantianismus. „Vertauschte Fronten“, so der Titel von Rosenzweigs posthum publiziertem Aufsatz, seien daher in Davos zum Ausdruck gekommen. Denn, „wenn Heidegger gegen Cassirer der Philosophie die Aufgabe gibt, dem Menschen (…) seine eigene, 'bei aller Freiheit Nichtigkeit' zu offenbaren“, was sei das dann anderes, „als jenes leidenschaftliche Vertreten des 'Individuums qua même'“ gegen den gelehrten Gedanken eines kulturphilosophischen Primats, das Rosenzweig als „Quelle“ der Erkenntnisse auch des ‚letzten Cohen‘ betrachtete. Die, wie gezeigt wurde, nur auf dem Zeitungsbericht gründende Deutung der Argumentation von Heidegger als gleichwertig mit jener des „späten Cohen“ der Religion der Vernunft aus den Quellen des Judentums, die Rosenzweig zu Beginn des Aufsatzes eigens dazu erörtert, wird gewöhnlich eher kritisch gewertet.
Frage nach Sieg und Niederlage
Obgleich für philosophische Diskussionen ungewöhnlich, wurde die Frage nach dem Verlierer und dem Sieger der Debatte umgehend zu einem der Sujets der Rezeption. Wie Rosenzweig in Vertauschte Fronten und Levinas in der Parodie, so waren wohl die meisten der jüngeren Generation von Heideggers revolutionärem Pathos ergriffen: „Doch man muß eben wissen, daß die Studenten, begeistert von einem hinreißenden Lehrer, der in asymmetrisch geschnittenen Jacketts, gelegentlich sogar im Skidress in der Universität auftauchte, nicht am historistischen Ideal der Objektivität interessiert waren: Eine Sache in aller Radikalität auf den Kopf zu stellen, das war eben genau das Sensationelle, wonach man sich mit dem Erlebnishunger der Zwischenkriegsgeneration und mit der wegwerfenden Geste eines Spenglerschen Untergangspathos sehnte.“
Auch durch Heideggers mehrfache ausdrückliche Zurückweisung der Möglichkeit einer Verständigung erschien der Dialog notwendigerweise auf die Frage zugespitzt, welcher Seite zuzustimmen sei. „Im Diskussionsprotokoll wird klar, daß Cassirer bereit war, die unversöhnlichen Meinungsverschiedenheiten hinzunehmen, wohingegen Heidegger es auf einen endgültigen Sieg abgesehen hatte. Cassirers Annahme einer Mannigfaltigkeit symbolischer Formen (…) machte ihn wohl eher dazu geneigt, auch abweichende Meinungen gelten zu lassen. Heidegger dagegen, entschlossen hinter die Mannigfaltigkeit von Seinsstrukturen zurückzugehen, konnte es sich nicht leisten, so ‚ökumenisch‘ zu sein. (…) Allgemein herrschte Übereinstimmung darüber, daß Heidegger in Davos die Oberhand gewonnen hatte.“

### Bedenkliche Stille
Zwischen 1929 und 1973 konnte von einer Rezeption der Davoser Disputation kaum die Rede sein, denn zunächst folgte die Weltwirtschaftskrise, und schon bald nach seinem Exil im Frühjahr 1933 war Ernst Cassirer von der deutschen Philosophie praktisch vergessen worden. „Dass in den Akten von Davos ein Titanenkampf seiner Aufarbeitung harrte, wäre niemand in den Sinn gekommen.“ Der Text der Debatte wurde erstmals 1960 in den Ergänzungen zu einer Heidegger-Bibliographie, von Guido Schneeberger publiziert, in einer gekürzten Fassung und im Selbstverlag, da er die Rechte nicht erhielt: „Das vorliegende Heft gelangt nicht in den Buchhandel. Exemplare können bei mir bezogen werden“, mit Privatadresse in der Schweiz. Entsprechend gering blieb die Resonanz. Erst in der vierten Auflage des sogenannten Kantbuches von Heidegger (GA 3), erschienen 1973, wurde im Anhang das gesamte Protokoll der Davoser Disputation gedruckt.

### Zweierlei Erinnerungen
Otto Friedrich Bollnow, der Heidegger der Parodie, hatte das „erhebende Gefühl, einer geschichtlichen Stunde beigewohnt zu haben, ganz ähnlich, wie es Goethe in der ‚Kampagne in Frankreich‘ angesprochen hatte: ‚Von hier und heute geht eine neue Epoche der Weltgeschichte aus‘ – in diesem Fall der Philosophiegeschichte – ‚und ihr könnt sagen, ihr seid dabei gewesen!‘“ Dagegen erinnerte sich einer der studentischen Teilnehmer der französischen Gruppe, der spätere Philosophie-Professor Maurice de Gandillac, an ein weitaus gelasseneres Erleben: „Man muß wissen, daß wir uns keineswegs bewußt waren, einen historischen Moment zu erleben. Wir hatten nur das Gefühl, uns bei Cassirer auf vertrautem Terrain zu bewegen, während Heidegger erhebliche Neugierde hervorrief.“

### Zauberberg-Motiv
Der von Kurt Riezler in der Neuen Zürcher Zeitung begründete Vergleich zwischen der Davoser Disputation und den Dialogen im Roman Der Zauberberg wurde in der jüngsten Rezeption oft aufgenommen. So sah Peter E. Gordon in Cassirer die „Verkörperung von Settembrini“, und die „naheliegende Davoser Assoziation“ des Disputs zwischen Settembrini und Naphta im Zauberberg wollte auch Dominic Kaegi nicht auslassen und bemerkte, dass Thomas Manns „ironische Reminiszenz an eine in ihren Idealen unwiderruflich vergangene Epoche“ eine Korrespondenz in dem Thema der Eigentlichkeit des Daseins in Sein und Zeit finde. Schließlich nahm der Literaturwissenschaftler Rüdiger Safranski die Verleihung des Thomas-Mann-Preises zum Anlass, den Vergleich in seiner Dankrede am 7. Dezember 2014 zu vertiefen. In offenkundiger Analogie stellte er die beiden Disputanten aus dem Zauberberg vor: „Settembrini, dieser stolze Sohn der Aufklärung, ein Freigeist, Humanist von unendlicher Beredsamkeit, ein Mensch des geistvollen Fortschritts; und Naphta, der scharfsinnige Jesuit mit dem düsteren Menschenbild, Großinquisitor des Geistes, der sich auf das abgründig Irrationale versteht und die Leute durch den Schrecken zur Selbstbesinnung bringen will.“
Als Safranski „das Protokoll der spektakulären Debatte zwischen Cassirer und Heidegger las“ kam es ihm so vor, „als seien Settembrini und Naphta aus dem Roman in die Wirklichkeit hinübergetreten.“ Das bekannte Deutungsmuster wurde nun wiederholt, wobei Cassirer wie gewöhnlich Settembrinis Rolle einnahm und Heidegger die des Naphta. Der Vergleich, da die Dialoge des Zauberbergs zur Zeit der europäischen Kaiserreiche vor dem Ersten Weltkrieg geführt werden, hat seine Grenzen, die jedoch in Safranskis Dankesrede eingeebnet sind: „Beides Mal, im Roman wie in der Wirklichkeit, geht es bei dieser Debatte am Ende der Weimarer Republik um die Schicksalsfrage, ob der versöhnliche Geist der Demokratie sich behaupten kann gegen einen existentialistischen Extremismus, der einer grundstürzenden Revolution, ob von links oder von rechts, entgegenfiebert.“

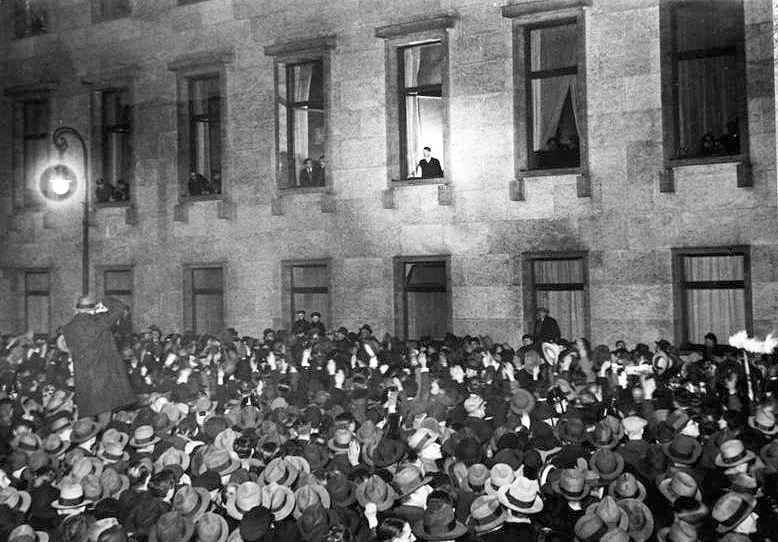
Kurz nach Hitlers Wahlsieg flüchtete Cassirer aus Deutschland – und Heidegger trat der NSDAP bei

### Im Schatten der Zukunft
Rückblickend wurde die Davoser Disputation in Kenntnis der historischen und biographischen Ereignisse gedeutet, die auf das Treffen erst folgten: nach der Machtübernahme der Nationalsozialisten reiste Cassirer mit seiner Frau Toni am 12. März 1933 vom Hamburger Dammtorbahnhof nach Italien, später nach Wien und im Herbst von dort aus nach Oxford, wo er eine Gastprofessur für zwei Jahre annahm. Gemäß dem Gesetz zur Wiederherstellung des Berufsbeamtentums (BBG) wurde Cassirer aufgrund seiner jüdischen Herkunft am 27. Juli 1933 mit Wirkung zum 1. November 1933 in den Ruhestand versetzt. Von 1935 bis 1940 lehrte er in Göteborg, dann in New York, wo er 1945 starb. Heidegger dagegen wurde im April 1933 neuer Rektor der Universität Freiburg, hielt im Monat darauf eine vom Gedanken des Führerprinzips bestimmte Antrittsrede, trat ebenfalls im Mai 1933 der NSDAP bei, womit Heideggers Weg in den Nationalsozialismus formal begann.
Es ist aber unzutreffend, dass Cassirer schon zur Zeit des Treffens in Davos „der erste jüdische Rektor einer deutschen Universität“ war – wie es bei R. Safranski heißt, ähnlich beim Levinas-Biographen Salomon Malka – und auch Heideggers von M. de Gandillac behauptetes Engagement für die Nationalsozialisten bereits im Frühjahr 1929 lässt sich nicht nachweisen und ist deshalb zu bezweifeln.
Doch dass „die Wege Cassirers und Heideggers sich auch biographisch trennten, Cassirer zum Flüchtling wurde, während Heideggers Sorge der Selbstbehauptung der deutschen Universität galt, lässt ‚den Rückblick auf die Davoser Ereignisse nicht unberührt‘.“ Dabei wird gewöhnlich Cassirers Internationalismus hervorgehoben, und Heideggers Zitat, man müsse den Menschen gewissermaßen in die Härte seines Schicksal zurückwerfen, wird in der „Tonlage“ als „faschistisch“ gewertet, „wobei Heidegger gern als gefährlicher Provinzler dargestellt wird, der sich mit seiner Rücksichtslosigkeit und demonstrativen Radikalität schon als künftiger Nazirektor der Freiburger Universität empfiehlt.“ Allerdings setzt die Frage von S. Malka – mit Blick auf die Abschlussrevue – rückwirkenden Wertungen die Sicht einer chronologisch unverzerrten Deutung entgegen: „Wer konnte damals schon, bei den harmlosen Späßen auf den Hängen über dem Davoser See, vorhersehen, daß Ernst Cassirer nur vier Jahre später das Rektorat in Hamburg niederlegen und ins schwedische Exil gehen, sein Gesprächspartner aber das Freiburger Rektorat übernehmen und eine unterwürfige Rede zugunsten der Macht der Nazis halten würde?“

### Gegenwart
Die Jahrtausendwende markiert eine Zeitenwende in der Aneignung der Davoser Disputation. Michael Friedman hat in Geteilte Wege die Bedeutung der Disputation für das Auseinanderdriften von analytischer und kontinentaler Philosophie hervorgehoben, indem er die Rolle Rudolf Carnaps in und insbesondere nach Davos erstmals gründlich untersuchte. Hieran konnte der Harvard Historiker Peter Gordon anschließen, der mit Continental Divide 2010 die bislang umfangreichste Monografie zur Davoser Disputation vorgelegt hat; sie wurde im selben Jahr mit dem Jacques Barzun-Preis ausgezeichnet. Die Bücher von Friedman und Gordon haben die aktuelle Debatte nachhaltig geprägt und dazu beigetragen, dass insbesondere die Philosophie Ernst Cassirers neuerdings als Beitrag zur Überwindung der analytisch-kontinentalen Kluft wahrgenommen wird. Innerhalb der neueren Rezeption versucht Simon Truwant wiederum, sich in Cassirer and Heidegger in Davos von dem Fokus auf Philosophiegeschichte abzusetzen, indem er einzig die zwischen Cassirer und Heidegger ausgetauschten Argumente untersucht. Einen gänzlich neuen Ansatz verfolgen Tobias Endres, Ralf Müller und Domenico Schneider, die in Kyoto in Davos das interkulturelle Potential der Davoser Debatte philosophie- und rezeptionsgeschichtlich darlegen.

## Ausgaben
- Ernst Cassirer: Nachgelassene Manuskripte und Texte (ECN), Band 17. Davoser Vorträge. Vorträge über Hermann Cohen. Hrsg. von Jörn Bohr und Klaus-Christian Köhnke. Hamburg 2004, „Arbeitsgemeinschaft Cassirer – Heidegger“, S. 108–119.
- Martin Heidegger Gesamtausgabe (HGA) 3, Frankfurt/M., 1973, „Davoser Disputation zwischen Ernst Cassirer und Martin Heidegger“, S. 274–296.
- Guido Schneeberger: Ergänzungen zu einer Heidegger-Bibliographie. Bern 1960, „Arbeitsgemeinschaft Cassirer – Heidegger“, S. 17–27.